# Oscinella ruwenzorica
Oscinella ruwenzorica är en tvåvingeart som beskrevs av Curtis W. Sabrosky 1951. Oscinella ruwenzorica ingår i släktet Oscinella och familjen fritflugor. Inga underarter finns listade i Catalogue of Life.